# ويليام كاميرون إدواردز
ويليام كاميرون إدواردز (بالإنجليزية: William Cameron Edwards)‏ هو سياسي كندي، ولد في 7 مايو 1844، وتوفي في 17 سبتمبر 1921. حزبياً، نشط في الحزب الليبرالي الكندي. وقد انتخب عضو مجلس الشيوخ الكندي وانتخب عضو مجلس العموم الكندي.